# Stittsville
Stittsville är en stadsdel i den kanadensiska huvudstaden Ottawa i provinsen Ontario. Den grundades som en by på 1820-talet av irländska militärer och blev officiellt en ort på 1850-talet. 2001 blev den en stadsdel i Ottawa. Stittsville breder sig ut över 7,74 kvadratkilometer (km2) stor yta och hade en folkmängd på 26 807 personer vid den nationella folkräkningen 2011.